# Monastère de Tvrdoš
Le monastère de Tvrdoš (en serbe cyrillique : Манастир Тврдош ; en serbe latin : Manastir Tvrdoš) est un monastère orthodoxe serbe situé en Bosnie-Herzégovine, sur le territoire du village de Tvrdoš et sur le territoire de la ville de Trebinje. Fondé au XVe siècle, il est inscrit sur la liste provisoire des monuments nationaux de Bosnie-Herzégovine.

## Localisation

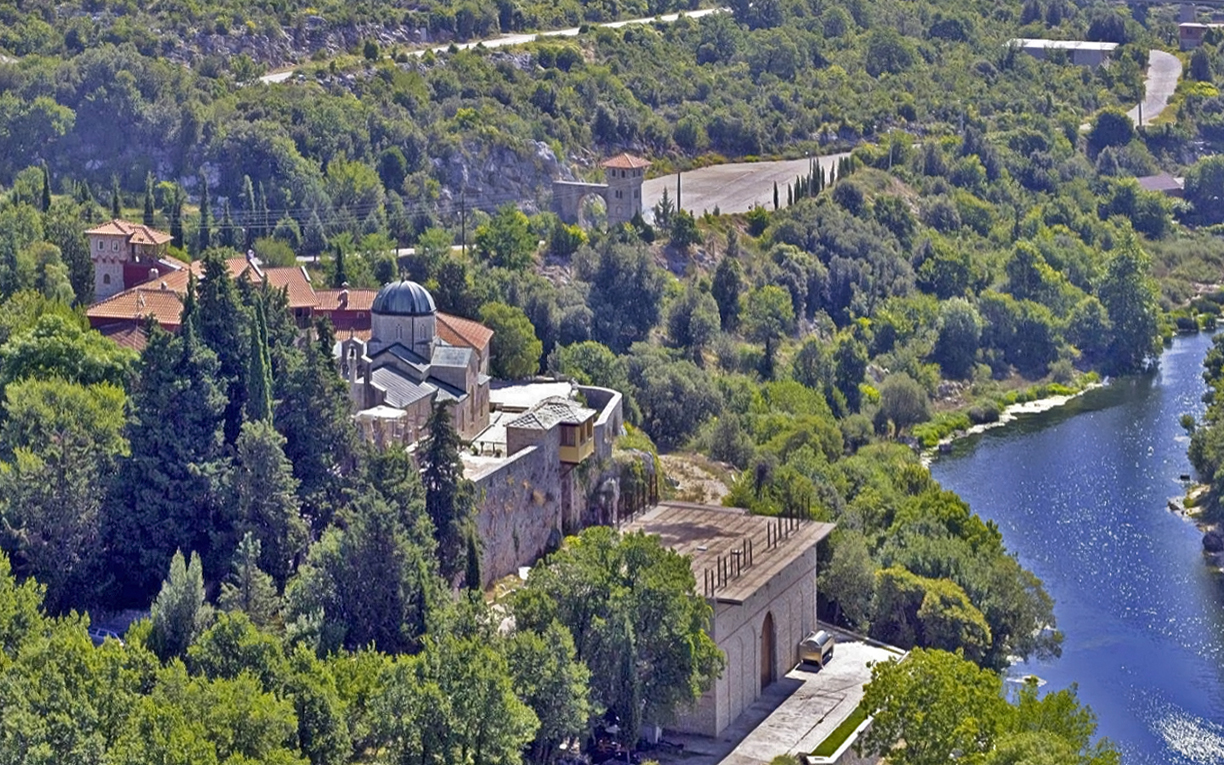
Vue générale du monastère

## Architecture

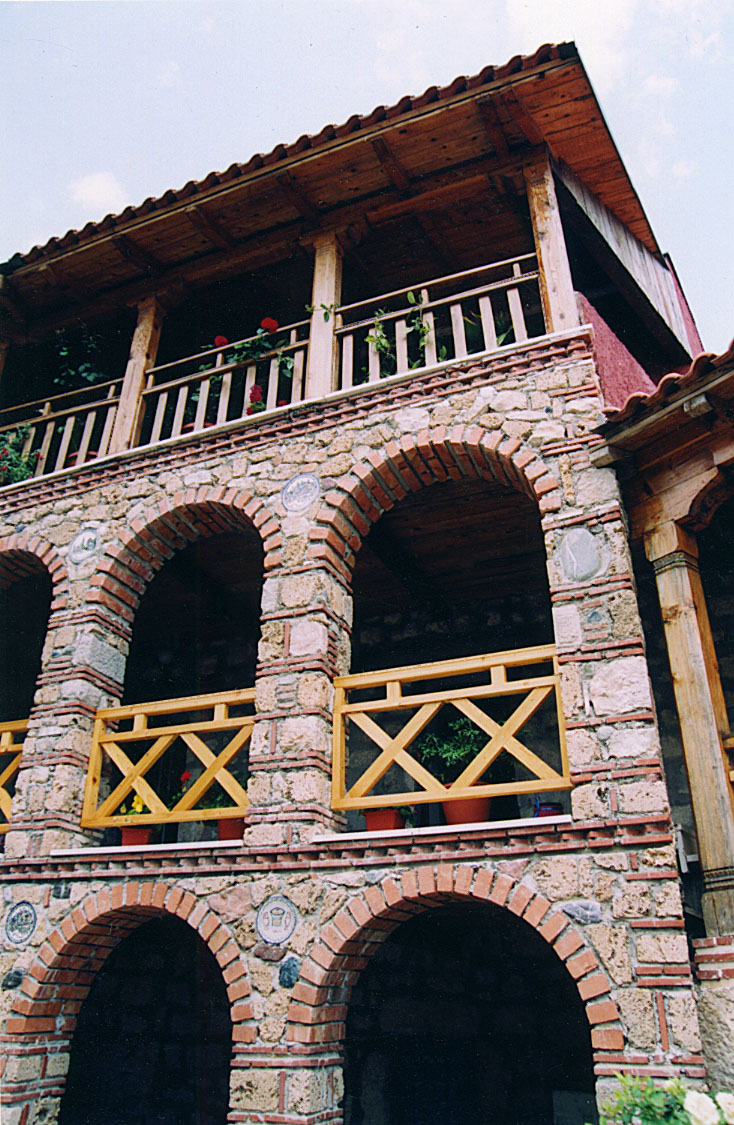
Vue du konak du monastère